# Kongejagt paa Hveen
Kongejagt paa Hveen er en dansk dokumentarisk optagelse fra 1903, der er instrueret af Peter Elfelt.

## Handling
Billeder af jagtselskab med den svenske kong Oscar 2. og de danske prins Christian, prins Gustav, prins Valdemar og prins Georg på Hven, den lille ø i Øresund mellem Danmark og Sverige.